# Göktürkere
Göktürkerne, himmeltyrkerne eller blåtyrkerne (gammeltyrkisk: 𐱅𐰇𐰼𐰰:𐰉𐰆𐰑𐰣, romaniseret: Türük Bodun; mongolsk: Хөх Түрэгийн Хсант; var kinesisk: Уye confederation: УyeG; af tyrkiske folk i middelalderens Indre Asien. Göktürkerne, under ledelse af Bumin Qaghan (d. 552) og hans sønner, efterfulgte Rouran Khaganatet som hovedmagten i regionen og etablerede det første tyrkiske Khanat, et af flere nomadiske dynastier, der ville forme fremtidens geolokalisering, kultur, og dominerende tro hos tyrkiske folk.
Strengt taget opstod det almindelige navn "Göktürk" fra fejllæsningen af ordet "Kök", der betyder Ashina, regerende klan af den historiske etniske gruppes endonym: som blev attesteret som gammeltyrkisk: 𐱅𐰇𐰼𐰰, romaniseret: Türük[5][6] tyrkisk: 𐰛𐰇𐰜⁚𐱅𐰇𐰼𐰰, romaniseret: Kök Türük,[5][6] eller gammeltyrkisk: 𐱅𐰇𐰼𐰚, romaniseret: tyrkisk.[7] Det er almindeligt accepteret, at navnet Türk i sidste ende er afledt af det gammel-tyrkiske migrationsbegreb[8] 𐱅𐰇𐰼𐰰 Türük/Törük, som betyder 'skabt, født'.
De var kendt i mellemkinesiske historiske kilder som Tūjué (kinesisk: 突厥; rekonstrueret på mellemkinesisk som romaniseret: *dwət-kuɑt > tɦut-kyat).
Etnonymet blev også optaget på forskellige andre mellemasiatiske sprog, såsom sogdisk *Türkit ~ Türküt, tr'wkt, trwkt, turkt > trwkc, trukč; Khotanese Saka Ttūrka/Ttrūka, Ruanruan to̤ro̤x/türǖg og Old Tibetan Drugu.
 Der er for få eller ingen kildehenvisninger i denne artikel, hvilket er et problem. Du kan hjælpe ved at angive troværdige kilder til de påstande, som fremføres i artiklen.